# Alan Ball
Alan James Ball (12. květen 1945 Farnworth – 25. duben 2007 Warsash) byl anglický fotbalista a trenér. Hrával na pozici záložníka.
S anglickou fotbalovou reprezentací vyhrál mistrovství světa roku 1966 a získal bronzovou medaili na mistrovství Evropy roku 1968. Hrál též na mistrovství světa 1970. Celkem za národní tým odehrál 72 utkání a vstřelil v nich 8 gólů.
V anketě o nejlepšího fotbalistu Evropy Zlatý míč se roku 1966 umístil sedmý.
S Evertonem se stal v sezóně 1969/70 mistrem Anglie. S Vancouver Whitecaps vyhrál roku 1979 North American Socccer League.
Po skončení hráčské kariéry se stal trenérem.